# カナダ緑の党
カナダ緑の党（カナダみどりのとう、英語: Green Party of Canada、フランス語: Parti vert du Canada）は、カナダの政党。グローバルグリーンズに加盟するカナダ連邦政治における緑の党である。現在の党首は2020年10月に当選したアナミー・ポール (Annamie Paul、2020年〜)。前党首はエリザベス・メイ（Elizabeth May、2006年～2019年）。

## 歴史
創設は1983年11月（政党登録は同年8月）。環境問題を中心とし社会正義、草の根民主主義、非暴力活動などの主張を持つ。結成当初は「ブリティッシュコロンビア緑の党」や「オンタリオ緑の党」などカナダ各州における緑の党が情報交換をする場としての性格が強かったため、「党首」や「事務局」が設置されず、（カナダ緑の党としての）政策も無く、5つの地域から1名ずつ選出された「広報担当者」のみが置かれた。このような組織形態となった背景には、小選挙区制を採っていた連邦議会では議員の当選が困難だったこと、国の面積が広大であること。更には既成政党における組織構造を肯定せず、反中央集権主義思想を重視していたことがあげられる。
1990年初めに「広報担当者」を廃止して、代表（党首）を設置。2000年8月には規約が改正され「アメリカ緑の党」を模範とした「基本的価値」が定められた。2002年の総会では結党以来続いてきた国と各州の組織関係を逆転する規約が採択され、州レベル組織の連合体から連邦レベルにおける単一政党としての性格が強くなった。
2004年総選挙では全選挙区（308選挙区）に候補を擁立、当選者を出すことはできなかったが得票率は政党助成金支給要件である2％を上回る4.3％を得た。そして2006年総選挙でも全選挙区に候補を擁立、得票率4.5％を記録したが議席獲得には至らなかった。2008年8月、ブリティッシュコロンビア州の無所属議員1名（ブレア･ウィルソン）が移籍し、初めて下院議員を有することになったが、直後に行われた2008年総選挙で落選し、再び議席を失う結果となった。2011年5月に行われた総選挙で党首のエリザベス・メイが当選、緑の党候補として初めて選挙でカナダ議会・下院に1議席獲得した。また同年11月に行われたバンクーバー市議会選挙でカナダ緑の党の発展に中心的役割を担った副党首のエイドリアン・カーが緑の党議員として初当選した。2013年12月には新民主党を離党した議員1名が入党した事で下院において複数の議席を有する事となった。2015年10月の総選挙で党首のエリザベス・メイが再選した。2019年に党首だったエリザベス・メイの辞任後トロント出身のアナミー・ポールが党首となり2021年9月20日に行われるカナダ第44回連邦選挙に挑む事となった。2021年の総選挙においては党首のアナミー・ポールが落選となったがBC州にてエリザベス・メイ、オンタリオ州にて初の当選となるマイク・モリスが議席獲得した。総選挙、1週間後に落選した党首アナミー・ポールは辞職を発表している。　同年11月、アナミー・ポールに代わり暫定党首としてアミタ・カットナーが選出された。2022年11月にエリザベス・メイが再選、2度目の党首となる。

## 歴代党首
- 初代：トレバー・ハンコック（1983年～1984年）
- 2代：シーモアー・トリガー（1984年～1988年）
- 3代：キャサリン・コレット（1988年～1990年）
- 4代：クリス・リー（1990年～1996年）
- 5代：ウェンディ・プリースニッツ（1996年～1997年）
- 6代：ジョーン・ラッソー（1997年～2001年）
- 7代：ジム・ハリス（2003年～2006年）
- 8代：エリザベス･メイ（2006年～2019年）
- 9代：アナミー・ポール（2020年〜2021年）
- 10代：エリザベス･メイ（2022年～現在）